# Blumengasse (Weimar)

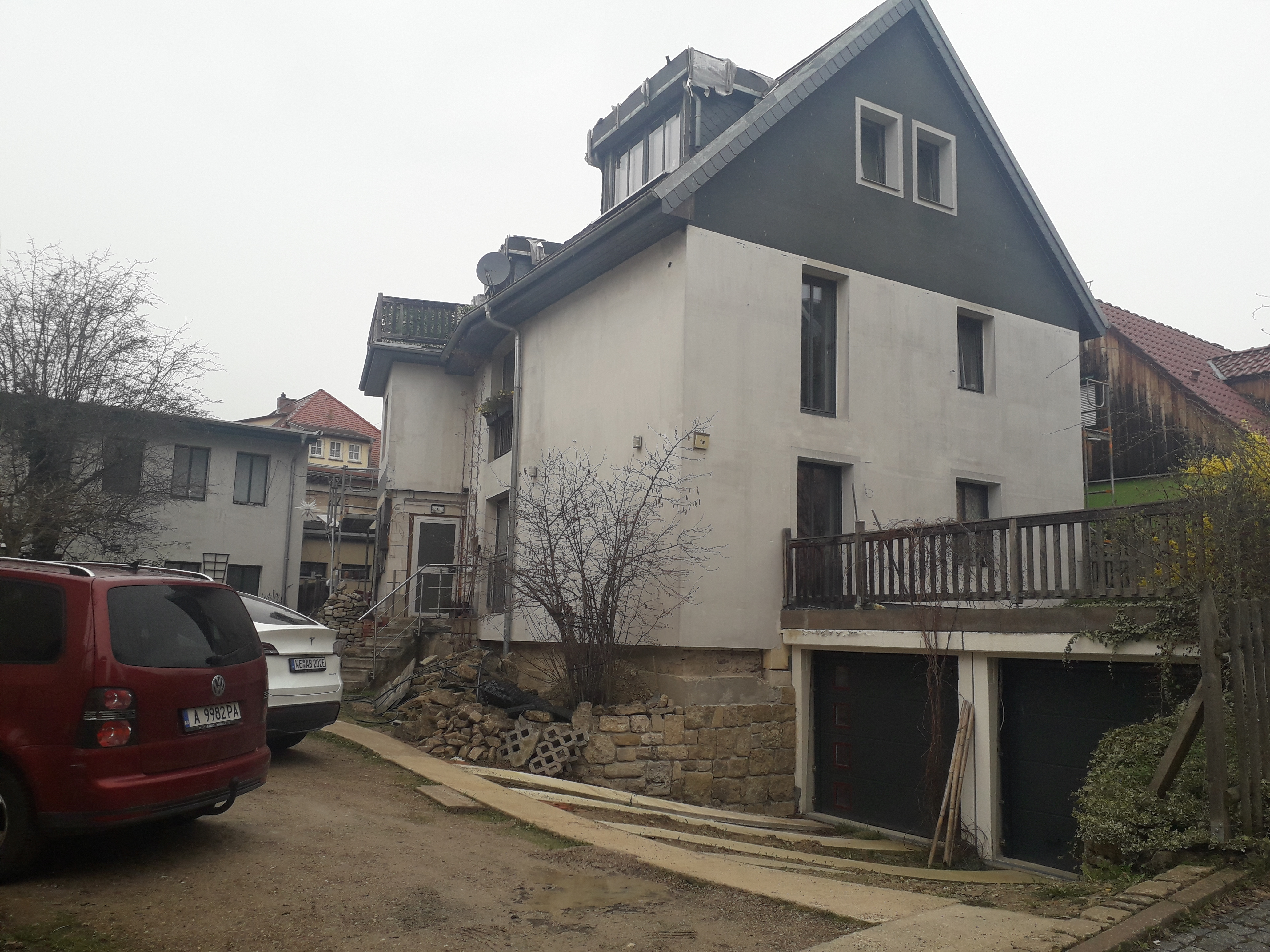
Blumengasse 1a

Im Weimarer Ortsteil Oberweimar gibt es einen Straßenzug, der Blumengasse heißt.

## Straße und Gebäude
Die Blumengasse liegt zwischen Taubacher Straße und Kurzer Weg und ist selbst verkehrstechnisch von untergeordneter Bedeutung. Sie verläuft geradlinig. Auffällige äußere bauliche Merkmale sind nicht vorhanden. Das Wohnhaus Blumengasse 1a steht allerdings auf der Liste der Kulturdenkmale in Weimar (Ortsteile) und der Liste der Kulturdenkmale in Oberweimar (Thüringen). Dieses dient u. a. als Ferienwohnung. Dieses ist in den 1920 bis 30er Jahren entstanden. Der Formensprache nach tendiert das Gebäude zum Heimatstil. Das zweigeschossige Gebäude mit einem Satteldach hat große Gauben.

## Geschichte
Der Straßenzug hieß angeblich einmal laut York-Egbert König Schützstraße. Von Rainer Maria Rilke wurde König zufolge diese als Hinter den Gärten genannt. Doch in einem gewerblichen Adressverzeichnis für das Deutsche Reich von 1892 hieß diese auch Blumengasse, genannt unter der Rubrik Gartenarchitekten. Durch ihren Briefwechsel mit dem Schriftsteller hatte Lisa Heise, die zusammen einer Thekla Mulert in der Blumengasse 10 einen alten Bauernhof zu einer Gärtnerei machen wollte, ging diese Frau in die Literaturgeschichte ein und hinterließ ihre Spur in dieser Straße. Sie mieteten den Bauernhof 1923. Erfolgreich war das Unternehmen letztendlich nicht. Zuvor hatten die beiden Frauen eine Gärtnerei in Tiefurt Am Schießholz betrieben. Das war auch ebenso erfolglos. Ihnen wurde ihre Gärtnerei in Tiefurt zum Jahresende 1923 gekündigt. Eine persönliche Begegnung zwischen Rainer Maria Rilke und Lisa Heise hatte es indes nicht gegeben.